# Konrad Pellikan

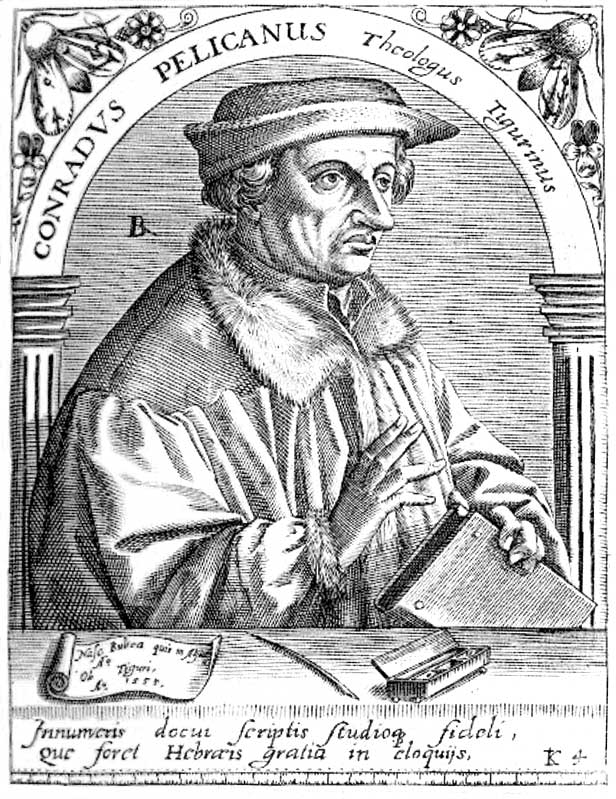
Konrad Pellikan

Konrad Pellikan, humanistisch latinisierter Name von Konrad Kürschner, auch Konrad Pelikan, Konrad Kürsner, Conrad Pellican(us), Conrad Kürsner, Conrad(us) Pellican(us), Konrad Pellican, (* 9. Januar 1478 in Rufach, Elsass; † 5. April 1556 in Zürich) war ein elsässischer, später in der Schweiz lebender Gelehrter, Franziskaner und Humanist; seit 1525 reformierter Theologe und Reformator in Zürich und Pionier des Bibliothekswesens.

## Leben
Konrad wurde in Rufach (Rouffach) im Elsass 1478 in eine Kürschnerfamilie geboren. Den Familiennamen Kürsner latinisierte er beim Studium in Heidelberg 1491 jedoch nicht zu «Pellifex», was seinem Onkel Jodocus Gallus (Jost Hahn, um 1459–1517, damals Rektor der Universität Heidelberg) zu plump vorgekommen sei, sondern zu «Pellicanus» mit dem Zusatz «Rubeaquensis» (von Rufach). Pellikan hatte grosse Mühe, studieren zu können, denn die wirtschaftlichen Verhältnisse der Eltern waren sehr schlecht. Erst 1491 gelang es ihm, nach Heidelberg zu kommen, aber sein Onkel konnte ihn nur kurze Zeit dort unterhalten. So blieb ihm nichts anderes übrig, als ins Kloster zu gehen.
Wegen Mittellosigkeit trat er 1493 in das Franziskanerkloster Rufach ein, das zur Straßburger Franziskanerprovinz gehörte, und kam nach drei Jahren ins Kloster Tübingen, wo er Vorlesungen über Philosophie hörte. Neben dem Studium erwarb er Kenntnisse der Astronomie und lernte als Autodidakt die Hebräische Sprache. Johannes Reuchlin unterstützte seine Bestrebungen, ein hebräisches Wörterbuch zu schaffen, das ohne sein Wissen und ohne seine Namensnennung von Gregor Reisch in dessen Werk Margarita Philosophica bei Johannes Grüninger in Straßburg 1504 publiziert wurde. Inzwischen war er Lektor und später Guardian im Franziskanerkloster in Basel geworden. Hier arbeitete er auch als Herausgeber und Redaktor für die Basler Drucker und verfertigte Namens- und Sachregister zu Editionen der Kirchenväter. Er kam in Kontakt mit den ersten gedruckten Schriften Martin Luthers, die er für den Nachdruck durch Basler Drucker mit reformfreundlichen Kommentaren versah. Von 1511 bis 1514 wirkte er als Guardian auch in Pforzheim. Im Franziskanerkloster St. Wolfgang in Riedfeld bei Neustadt an der Aisch, wohin er mit seinem Provinzial gereist war, ließ er sich durch den jüdischen Gelehrten Elias Levita 1514 in die hebräische Sprache und Literatur einführen. Nach der Publikation von Luthers Neuem Testament deutsch durch den Drucker Adam Petri 1522 wurde Pellikan 1523 seines Klosteramtes enthoben, jedoch vom Basler Rat als Professor für Theologie an die Universität geholt und wandte sich der Reformation zu, anders als sein Freund Erasmus von Rotterdam.
1525 wurde er nach Zürich berufen als Lehrer der hebräischen Sprache an der «Prophezei», der reformierten Hochschule für die Ausbildung von Predigern. Bei seinem Amtsantritt 1526 legte er das Mönchsgewand ab und heiratete. Bis zu seinem Tode wirkte er in Zürich, wo er an der reformierten Hochschule für die Ausbildung von Predigern, als Bibelübersetzer und -erklärer wichtige Dienste leistete. Sein Bibelwerk Commentaria bibliorum ist das einzige vollständige Bibelwerk der Reformationszeit. Als Verfasser, Redaktor und Herausgeber arbeitete er für den Zürcher Drucker Christoph Froschauer.
Nach dem Büchersturm 1525 und Zwinglis Tod 1531 übertrug man Pellikan auf Initiative Heinrich Bullingers als weiteres Amt die Wiedererrichtung der Stiftsbibliothek am Grossmünster als Studienbibliothek für Professoren und Studenten der «Prophezei». Gründungsbestand waren die noch vorhandenen Bücher der mittelalterlichen Stiftsbibliothek, sowie die von Ulrich Zwinglis Witwe 1532 angekaufte Privatbibliothek, zusammen rund 460 Bände mit etwa 600 Werken enthaltend. Im Laufe der Zeit sammelten sich hier weitere Bestände mittelalterlicher Bibliotheken von Institutionen und Privaten. Von 1532 bis 1551 reorganisierte Pellikan die Bibliothek in den alten Räumen des Stiftsgebäudes, ordnete als Neuerung die Bücher in den Gestellen mit dem Rücken zum Leser, wozu am Fuss des Rückens die Signatur aufgetragen wurde, und inventarisierte sie. In einem handgeschriebenen Katalog erschloss er dieses Inventar mittels Autoren- und Sachregistern nach Schlagwörtern und einer Systematik. Dieser vierfache Katalog in Bandform ist im Original überliefert (Zentralbibliothek Zürich, Handschriftenabteilung, Ms. Car. XII 4), ebenso ca. 75 % der darin enthaltenen Werke (Handschriften, Inkunabeln und Frühdrucke). Er übertrug die Techniken des Registererstellens, die er bei seinen Redaktionsarbeiten entwickelt hatte, auf die Katalogisierung der Buchbestände, und er war auch Erfinder des Arbeitens mit bibliographischen Zetteln, ein Verfahren, das später sein Schüler Conrad Gessner für seine bibliographische Arbeit benutzte.
In humanistischen Kreisen erfreute er sich eines ungeteilten Ansehens. Da er mit Ulrich Zwingli eng befreundet war, entfernte er sich erklärlicherweise von Martin Luther und ergriff brieflich gegen dessen Abendmahlslehre Partei. Ob er in die von Martin Bucer herrührende lateinische Übersetzung von Johannes Bugenhagens Psalter die zwinglische Abendmahlslehre eingetragen hat, ist ungewiss.
Pellikan starb an Ostern 1556, und er wurde von der ganzen Stadt betrauert. Der italienische Reformator Peter Martyr Vermigli wurde sein Nachfolger an der theologischen Schule, dem Collegium Carolinum.

## Familie
Konrad Pellikans Schwester Elisabeth war die Mutter des Humanisten Conrad Lycosthenes (1518–1561). Der Humanist Jodocus Gallus (Jost Hahn, um 1459–1517) war sein Onkel. Pellikan heiratete 1526 Anna Fries, ein Mädchen vom Lande, deren Bruder Johannes Fries (1505–1565, der spätere Latinist) bei ihm als Tischgänger lebte. Mit ihr hatte er einen Sohn, Samuel (1527–1564) und eine 1528 geborene Tochter Elisabeth, die jung starb.

## Werke
- Conrad Pellikan: Autobiographie unter dem Titel Chronicon, Original (Autograph) in der Zentralbibliothek Zürich, Handschriftenabteilung, Ms. A 138; Edition: Chronicon Conradi Pellicani Rubeaquensis ad filium et nepotes 1544, ed. Bernhard Riggenbach; Basel 1877. 
  - Deutsch: Die Hauschronik Konrad Pellikans von Rufach – Ein Lebensbild aus der Reformationszeit. Deutsch von Theodor Vulpinus. Verlag J. H. Ed. Heitz (Heitz und Mündel), Straßburg 1892 (Google Books).
  - Englisch: The Chronicle of Conrad Pellican, translated from the Latin ms. (Zentralbibliothek Zürich A 138) and provided with an introduction and notes by Frederick Christian Ahrens; UMI microfilm edition, Ann Arbor MI 1996, Diss. Columbia Univ. 1950.
- Conrad Pellikan: Commentaria bibliorum. Christoph Froschauer, Zürich 1532–1539, in 2°, 7 Bände mit Indexband.